# Viricid
Viricid je fitofarmacevtsko sredstvo, ki uniči viruse znotraj ali zunaj neke rastline. Ker je življenje pri virusih sporno, izraz viricid na splošno pomeni antiseptik, ki zanesljivo izklopi ali uniči virus. Od protivirusnih zdravil, kot so aciklovir, combivir in interferon, se razlikuje, saj zavira le razvoj virusa v organizmu.